# لیونل بایر
لیونل بایر (آلمانی: Lionel Baier؛ زادهٔ ۱۳ دسامبر ۱۹۷۵) کارگردان فیلم اهل سوئیس است.
از فیلم‌ها یا برنامه‌های تلویزیونی که وی در آن نقش داشته‌است، می‌توان به پسر احمق، موج بلند اشاره کرد.